# ヘルマン1世 (シュヴァーベン大公)
シュヴァーベン公ヘルマン1世（Hermann I., ? - 949年12月10日）は、シュヴァーベン大公（在位：926年 - 949年）。コンラディン家のロートリンゲン公ゲープハルトの子。神聖ローマ皇帝コンラート1世、フランケン公エーバーハルトは従兄にあたる。

## 生涯
926年に前シュヴァーベン公ブルヒャルト2世がイタリアで戦死した後、東フランク王ハインリヒ1世によりシュヴァーベン公とされた。ヘルマン1世はブルヒャルト2世とは血縁関係はなく、またブルヒャルト2世に男子継承者（後のシュヴァーベン公ブルヒャルト3世）がいたが、公位継承を確固たるものにするためブルヒャルト2世の寡婦レゲリンダ（チューリッヒガウ伯エーバーハルト1世の娘）と結婚した。938年に従兄フランケン公エーバーハルトが反乱を起こした際に甥が戦死して以降、エーバーハルトとは対立関係となり、翌939年に皇帝オットー1世の弟ハインリヒ1世の反乱にエーバーハルトが与したとき、ヘルマン1世は皇帝側として戦い、エーバーハルトはアンデルナハの戦いで戦死した。
ヘルマン1世の子は娘イダ（985年没）のみであったが、皇帝オットー1世の長子リウドルフと結婚し、949年にヘルマン1世が死去した際にはリウドルフがシュヴァーベン公位を継いだ。また、リウドルフとイダの子オットー1世が嗣子なく死去した後、シュヴァーベン公位は同族（甥ともいわれる）のコンラート1世のものとなった。